# Vuelo 5601 de Merpati Nusantara Airlines
El vuelo 5601 de Merpati Nusantara Airlines (MNA5601/MZ5601) fue un vuelo regular doméstico de pasajeros, que partió del aeropuerto Internacional Achmad Yani, en Semarang, Indonesia rumbo al aeropuerto Internacional Husein Sastranegara, en Bandung, Indonesia. El 18 de octubre de 1992, el CASA/IPTN CN-235-10, de dos años de edad, se encontraba en aproximación a Bandung cuando impactó contra la ladera del Monte Puntang, cerca del Monte Papandayan, en Java Occidental, Indonesia a las 13:30 UTC en unas condiciones meteorológica desfavorables. El avión explotó en el impacto matando a los veintitrés pasajeros y cuatro tripulantes que viajaban a bordo.
El vuelo 5601 es el peor desastre aéreo civil de un CASA/IPTN CN-235, el de mayor número de fallecidos de la historia, el que más muertes ha registrado en la historia de Garut, y el segundo accidente aéreo más funesto de Indonesia en 1992, tras un avión que impactó contra una montaña al este de Indonesia que costó la vida a setenta personas. Fue también el accidente con más muertos de un avión indonesio. En el momento del accidente fue el accidente con mayor número de muertos en  Java Occidental, que fue más tarde superado en 2012 cuando un Sukhoi Superjet 100 impactó contra el monte Salak matando a 45 personas.
El accidente produjo una gran controversia y una falta de confianza en todos los aviones construidos en Indonesia, ya que el avión había sido diseñado y construido por Bacharudin Jusuf Habibie, un antiguo presidente indonesio que en aquel momento ostentaba el cargo de Ministro de Ciencia y Tecnología. Él negó que el accidente se debiese a un fallo de diseño y se defendió a sí mismo de las denuncias. El equipo de investigación indonesio, el Comité Nacional de Seguridad en el Transporte, confirmó que la causa del accidente no se debía a un error en el diseño, si no a un error del piloto agravado por las malas condiciones meteorológica.

## Vuelo
El avión se encontraba en aproximación al aeropuerto Husein Sastranegara en Bandung, transportando a bordo a veintisiete pasajeros y cuatro tripulantes. La Capitana, de 29 años, Fierda Basaria Panggabean efectuó el primer contacto con la torre de control de Yakarta en el Aeropuerto Internacional Soekarno-Hatta en Cengkareng informando a la torre sobre el vuelo.
- Vuelo 5601:"Merpati cinco seis cero unos. Procedentes de Semarang"

El vuelo 5601 se encontraba a 12.500 pies (4.144 metros) sobre el nivel del mar. Sumardi, la persona a cargo de la Oficina de Control de Aproximación (ACO), informó al vuelo 5601 que la climatología en Bandung no era buena con precipitaciones moderadas y algo de tormenta. También les informó de la presencia de nubes fragmentadas y una visibilidad limitada a unos cuatro a cinco kilómetros.
- ATC:"Merpati cinco seis cero uno, mantenga uno dos cinco"

Fierda más tarde redujo la altitud de la aeronave de 12.500 pies a 8.000 pies. Fierda preguntó a la Torre de Control de Yakarta si podía descender antes de hacerlo. Fierda decidió realizar una aproximación visual al aeropuerto. Sumardi, del ACO, informó a Fierda de que contactase con torre si tenía la pista a la vista, lo que Fierda confirmó.
Pero el avión nunca llegó a tener el campo a la vista, el avión perdió contacto y desapareció del radar de Yakarta. El avión se encontraba desaparecido en la zona montañosa. Se desplegaron equipos de búsqueda y rescate por parte de la Agencia Nacional de Búsqueda y Rescate, compuestos de militares de Cisurupan, un pelotón de Cikajang Garut, la policía de Garut y diez personas del Ejército del Aire nacional. Los residentes locales y de poblaciones vecinas también colaboraron en la operación.

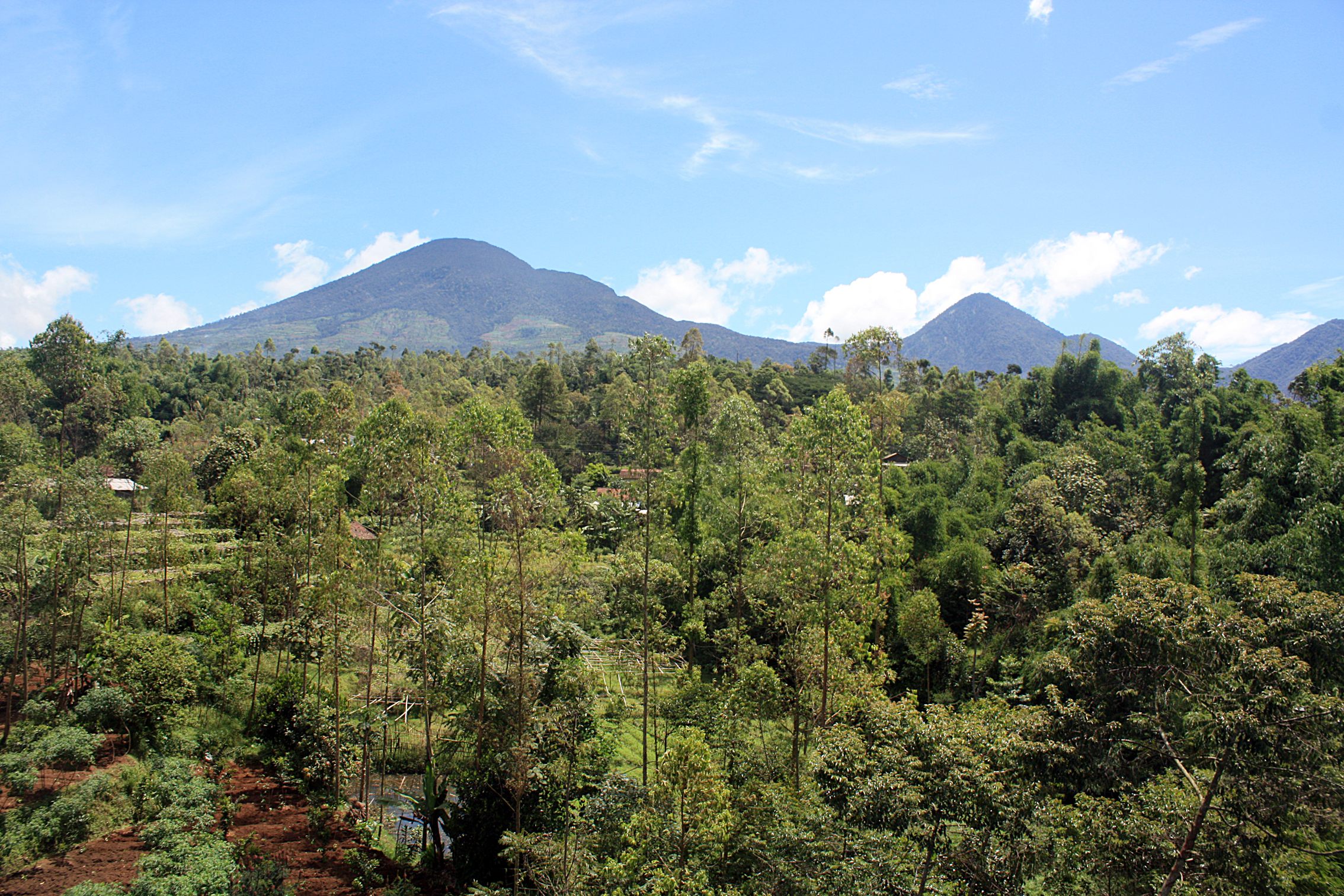
Monte Papandayan, al lado del pico del Monte Puntang, visto desde Cisurupan, Garut.

El avión se encontró totalmente desintegrado, refiriendo los testigos que estaba "totalmente incinerado". La cola y una de las hélices fueron las únicas partes que quedaron intactas del avión. Los restos del avión fueron localizados a 60 km al sureste de Bandung en Barukaso Pasir Uji, en territorio municipal de Cipaganti, regencia de Cisurupan, Garut. El cuerpo de Fierda fue encontrado sujetando los mandos de la aeronave en una actitud de morro arriba. La posición de los restos fue definida como en ascenso, por lo que posiblemente Fierda no se diese cuenta de que el avión iba a impactar contra el terreno hasta el último momento, cuando pudo ver la superficie terrestre, por lo que su decisión de tratar de ascender fue iniciada demasiado tarde. Ninguno de los veintisiete pasajeros y tripulantes fue localizado con vida, habiendo restos humanos esparcidos por un área amplia. Un bebé fue localizado a veinte metros de los restos, con sus piernas totalmente calcinadas a causa del incendio posterior. El cuerpo del niño de nueve años Meka Fitriyani, fue localizado en brazos de su madre. La mayoría de los cuerpos fueron localizados en estado de calcinación debido al incendio posterior al impacto. Cuando el avión chocó, el combustible comenzó a arder y explotó causando un incendio de consideración en el lugar del impacto, que llegó a calcinar toda la vegetación circundante e incluso provocase el incendio de matorrales fuera de la zona totalmente calcinada.
La mañana del lunes, un día después del accidente, se localizaron veintisiete cuerpos, ocho de los cuales pudieron ser identificados incluyendo el cuerpo del copiloto, el primer oficial Adnan S. Paago.

## Pasajeros y tripulantes
El avión transportaba a treinta y una personas entre pasajeros y tripulantes; todo ellos de origen indonesios. 
La capitán de 29 años Fierda Basaria Panggabean contaba con una experiencia de 6.000 horas de vuelo. El copiloto fue el primer oficial Adnan S. Paago de Yakarta. Las azafatas fueron Rita Rusliati y Ketty. La mayoría de pasajeros procedían de Semarang.

## Aeronave
Para el vuelo 5601 fue empleado un CN235 fabricado por la unión de la empresa aeroespacial indonesia en Bandung y la española CASA. Los motores y aviónica no fueron fabricado en Indonesia, al contrario que el resto de instrumentos del avión. La cabina de vuelo, morro y parte inferior de las alas fueron producidos por España, mientras que la parte superior del ala y la sección de cola fueron fabricados en Indonesia. El fuselaje principal fue construido de manera compartida.

## Investigación
Antes de que los investigadores comenzasen el análisis de las cajas negras, la capitana del avión, Fierda Basaria, fue la primera en inculparse por el accidente. Esto provocó el enfado de su padre, Wilson, que sostuvo que la gente no debía culpar a su hija por el accidente, debiendo responsabilizar en su lugar al ministro de investigación y tecnología, BJ Habibie, ya que Habibie fue el diseñador y fabricante del CN235. Wilson acusó directamente a BJ Habibie por haber cometido fallos graves de diseño en el avión.
Sin embargo, BJ Habibie negó inmediatamente que se hubiera detectado ningún fallo en el avión. Asimismo indicó que el aparato había sido probado en innumerables ocasiones garantizando su aeronavegabilidad. Finalmente acusó a la capitana Fierda Basaria de ser la responsable del accidente, ya que los análisis preliminares determinaban como causa principal del accidente las acciones de Fierda. Los datos de radar recopilados en la torre de control sustentaban esta teoría y concluía que se había seguido un procedimiento erróneo. Sin embargo, Wilson planeó demandar al Espacio Aéreo de Indonesia a través de su abogado. El abogado estaba también listo para demandar al fabricante, ya que sostenía que habían dañado seriamente la imagen de Fierda Basaria e insistiendo en que el avión no había sido sometido a pruebas de lluvia y tormenta.
Los análisis del lugar del accidente probaron que el vuelo 5601 no había seguido la ruta asignada. El jefe de la operación de búsqueda y rescat, el teniente coronel Iut Wiandra dijo que el vuelo 5601 se encontró con nubes densas, lo que solo les dejó dos opciones: virar a la izquierda o a la derecha mientras volaban por uno de los laterales de las nubes. Fierda optó por girar a la izquierda, lo que les llevó hacia el sur, hacia Garut. En realidad, las acciones de prevención de Fierda se demostraron fatales. También parecía que las densas nubes a las que se enfrentaba el vuelo 5601 pudieron afectar al desempeño del avión ya que los informes meteorológicos recibidos desde la torre de Husein afirmaban que la situación meteorológica en la ruta utilizada por Fierda fueron desfavorables, habiéndose reportado la presencia de nubes tipo cumulonimbus e intensa actividad eléctrica en el cielo.
El instructor de vuelo de CN235 de Merpati afirmó que estaba desconcertado por la decisión de Fierda de reducir la altitud de la aeronave a 2.833 m y de seguir las reglas de vuelo visual, creyenfo que se hubiese garantizado un vuelo más seguro si hubiese optado por continuar bajo las reglas de vuelo instrumental. Con estas reglas, el vuelo 5601 se hubiese mantenido a una altitud de 11.000 pies y hubiese sido conducido por la torre de control. El avión habría descendido a 8.500 pies cuando hubiese alcanzado un radio de 25 millas del punto de aterrizaje. 
No obstante, un técnico de la torre Husein reveló que la mayoría de los pilotos hacían lo mismo que Fierda, sin que se hubiese detectado ninguna incidencia hasta el momento del accidente. 

## Implicaciones
Tras el accidente, se estableció un monumento por parte del gobierno de Garut para recordar a las víctimas del avión. Las hélices del vuelo 5601 fueron trasladadas y colocadas en la fachada del ayuntamiento de Garut, en recuerdo de todas las víctimas de la catástrofe del monte Puntang.